# Stephan Ankjær
Stephan Ankjær (5. januar 1820 i Horsens – 24. juli 1892 i København) var en dansk officer og folketingsmedlem.
Han blev student i 1836 og studerede teologi, men kom 1842 på Den Kongelige Militære Højskole, hvis ingeniør- og generalstabsafdelinger han gennemgik, hvorefter han som premierløjtnant kom til tjeneste ved artillerikommandoen i Jylland.
Året efter blev Ankjær adjutant ved Artillerioverkommandoen og deltog i kampene ved Kolding og ved Gudsø samt i slaget ved Fredericia, mens han 1850 gjorde tjeneste ved rytteriet og deltog i kampen ved Hollingsted. Om efteråret blev han ansat som kompagnikommandør ved 3. Bataljon, men udnævntes 1851 til kaptajn i generalstaben. I fem år var han nu virksom ved dens topografiske sektion, hvorfra han overgik til Krigsministeriet. Her fik han overdraget forskellige hærordningsarbejder, og desuden blev han sekretær i den rådgivende komité og medlem af flere kommissioner.
Da Oberst Lundbye blev Krigsminister i 1863, ansattes Ankjær, der året i forvejen var blevet major, som direktør for Krigsministeriets kommando og havde som sådan en betydelig indflydelse, såvel inden det kom til et fredsbrud med Tyskland, idet det skyldtes hans initiativ, at nogle midler til krigens forberedelse stilledes til Krigsministeriets rådighed, som under selve krigen, da mange personskifter fandt Sted.
Efter Lundbyes afgang blev Ankjær ansat som stabschef ved det nørrejyske armékorps. Straks efter krigen udgav han »Bemærkninger og Berigtigelser i Anledning af Rigsrådets Udvalgsbetænkning om de fra Krigsministeriet modtagne Oplysninger« samt »Forslag til Organisation af den danske Armé«.
Allerede tidligere havde Ankjær optrådt som forfatter, idet han 1858-63 udgav »Geografisk-Statistisk Håndbog« og flere afhandlinger, deriblandt en fremstilling af de nordiske rigers stridskræfter (1860).
I foråret 1865 blev Ankjær stabschef ved 2. Generalkommando, 1867 oberst af generalstaben og 1871 chef for 20. Bataljon, hvorefter han i efteråret 1874 udnævntes til general og chef for 1. Jyske Brigade. Efter 1884 at have kommanderet øvelsesdivisionen i Jylland, udnævntes han 31. januar 1885 til generalløjtnant og kommanderende general i 2. Generalkommandodistrikt, mens han kort tid efter blev Storkors af Dannebrog; 1888 tog han sin afsked.
Ankjær var 1856-1863 medlem af Rigsrådet for København og af Rigsdagens Folketing 1861-1862 og 1863-1864 for Ribe Amts 2. Kreds, af Rigsrådets Landsting 1864-1865 og 1865-1866 for 2. Kreds og af Folketinget for Viborg Amts 2. Kreds fra 1872, til han blev general, da han opgav sin politiske virksomhed.

### Værker
- Geografisk-Statistisk Haandbog, 2 bind, 1858-1863 – genudgivet i digital form af Projekt Runeberg

### Biografi
- Beskrives på side 777 i 1. bind af Salmonsens konversationsleksikon (1915).